# Die Clique (Künstlervereinigung)
Die Clique (englisch The Clique) war eine Gruppe von Malern, die Richard Dadd (1817–1886) 1838 gegründet hat. Seine Freunde und Kollegen, wie Augustus Egg (1816–1863), Alfred Elmore (1815–1881), William Powell Frith (1819–1909), Henry Nelson O’Neil (1817–1880), John Phillip (1817–1867) und Edward Matthew Ward (1816–1879) schlossen sich dieser Vereinigung ebenfalls an.

“The first group of British artists to combine for greater strength and to announce that the great backward-looking tradition of the Academy was not relevant to the requirements of contemporary art”

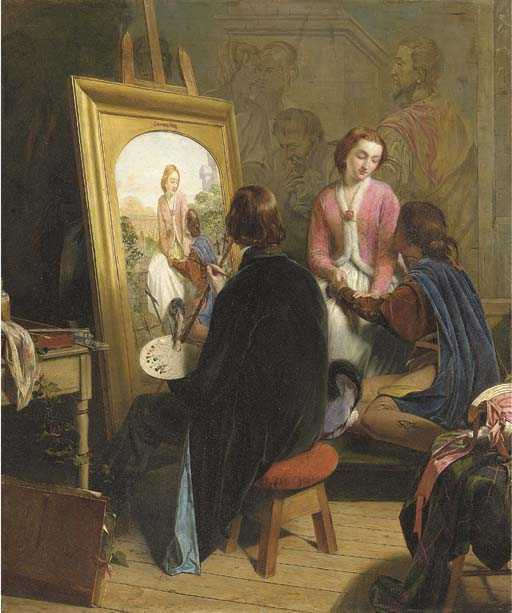
Eine satirische Malerei von O’Neil: „The Pre-Raphaelite“, 1857

Dieser Kreis um Richard Dadd bemühte sich um die akademische Malerei und sah auch William Hogarth (1697–1764) und David Wilkie (1785–1841) als Vorbilder. Als sich um 1850 die Präraffaeliten fanden und eine neue Richtung in der Malerei aufzeigten, lehnten sie diese als „… exzentrisch und primitiv“ ab. Da sich diese Gruppe sehr nach ihrem Gründer, Richard Dadd, ausrichtete, galt sie bereits 1842 als überholt und wurde aufgelöst.
In der zweiten Hälfte des 19. Jahrhunderts gründete sich bald eine ähnlich gesinnte Vereinigung, die St. John’s Wood Clique.